# Barney Stinson
Barnabus Stinson er en fiktiv person, som optræder i den amerikanske tv-serie How I Met Your Mother. Han bliver spillet af skuespilleren Neil Patrick Harris. Barney er en af de i alt fem personer, som regelmæssigt optræder i tv-serien. Barney er kendt for altid at gå i jakkesæt og at score mange piger.
Barney er en rigtig skørtejæger, som gang på gang prøver (og ofte lykkes med) at score diverse kvinder. Dog er han ikke interesseret i et fast forhold, men blot et engangsknald. Han har forskellige taktikker/scoretricks, som han benytter til at imponere kvinderne med. Heriblandt tryllekunster og tricks fra den såkaldte "playbook". "Playbook" er en bog, hvori Barney har nedskrevet diverse strategier til at score kvinder. Barney hjælper også ofte Ted Mosby (hovedpersonen) med at komme i kontakt med kvinder. The Bro Code bliver ofte brugt i denne sammenhæng, som en guide for hvad man må og ikke med ens venner (eller "bros", for "brothers"). The Bro Code er ligesom The Playbook og Bro on The Go udgivet som rigtige bøger. 
Barney mener, at Ted og ham selv er bedste venner, hvilket Ted dog gang på gang afviser, da Ted mener, at hans bedste ven er Marshall Eriksen. Barney er desuden en meget mystisk person, da ingen rigtigt ved, hvad hans profession er. Man ved dog at han arbejder ved Goliath National Bank, efter skilmissen med Robin forbliver Barney en player men i 2019 gør han dog en pige kaldet nr. 31 i den perfekte måned gravid og i foråret 2020 får de datteren Ellie Stinson, efter datterens fødsel rejser nr. 31 ud af landet og efterlader Barney med Ellie, som han opdrager på egen hånd.